# Труд (спортивное общество)
Добровольное спортивное общество профсоюзов РСФСР «Труд» — одно из крупнейших спортивных обществ в СССР, в 1957—1987 годах занимавшееся организацией и проведением массовой физкультурной и спортивной работы с трудящимися и учащимися, членами профсоюзов рабочих машиностроительной, электротехнической, металлургической, нефтяной, химической, газовой, угольной, текстильной, лёгкой, лесной, бумажной и деревообрабатывающей промышленности, строительства и других отраслей.

## История
Первые физкультурные кружки профсоюзов возникли в Российской империи ещё в начале XX века: на предприятиях Ю. П. Гужона, Трёхгорной мануфактуре в Москве, Яхромской прядильно-ткацкой фабрике, Орехово-Зуевской хлопчатобумажной фабрике и пр.
Объединённое всероссийское ДСО «Труд» было создано 30 октября 1957 года постановлением Президиума Всесоюзного центрального совета профессиональных союзов (ВЦСПС) из нескольких ведомственных спортивных обществ профсоюзов, среди которых «Авангард», «Красное Знамя», «Строитель», «Торпедо» и др.
В соответствии с данными третьего издания Большой советской энциклопедии, по состоянию на 1975 год общество включало 8719 физкультурных коллективов, в том числе 107 спортивных клубов промышленных предприятий, строек и средних учебных заведений, объединявших 4,9 млн человек — из них свыше 500 тыс. общественных инструкторов и тренеров, около 320 тыс. спортивных судей.
Культивировались 49 видов спорта. В наличии находились 726 стадионов, 2300 спортивных залов, 136 крытых плавательных бассейнов, 2800 футбольных полей, 3700 оздоровительно-спортивных лагерей, домов охотника и рыболова, 2000 лыжных баз; 472 детско-юношеские спортивные школы (121,9 тыс. учащихся, крупнейшая — в Москве на Стадионе Юных пионеров); 77 специализированных школ (в них 19 отделений высшего спортивного мастерства) по олимпийским видам спорта (19,8 тыс. человек).
Ликвидировано 20 февраля 1987 года постановлением Президиума ВЦСПС в связи с созданием Всесоюзного добровольного физкультурно-спортивного общества профсоюзов (ВДФСОП).

## Достижения
По имеющимся данным, в период 1972—1975 годов общество подготовило 2800 мастеров спорта и мастеров спорта международного класса, около 5 млн спортсменов массовых разрядов.
Больших успехов добились лыжники спортивного общества «Труд», часто побеждавшие на чемпионатах и Кубках СССР. Московская футбольная команда «Торпедо» трижды становилась чемпионом СССР и шесть раз выигрывала Кубок СССР. Женская гандбольная команда «Луч» пять раз побеждала на чемпионатах СССР, является обладателем Кубка европейских чемпионов. Высшая хоккейная лига СССР включала такие клубы как «Труд», «Химик» (Воскресенск), «Торпедо» (Горький), «Трактор» (Челябинск).
Множество спортсменов общества являются обладателями высших спортивных достижений, чемпионами и призёрами Олимпийских игр, чемпионатов мира, Европы, СССР. Среди них шахматист Михаил Ботвинник, борцы Иван Ярыгин и Владимир Юмин, тяжелоатлеты Василий Алексеев, Рудольф Плюкфельдер, Давид Ригерт, Александр Воронин, Николай Колесников, лыжники Галина Кулакова, Нина Балдычева, Алевтина Олюнина, Любовь Мухачёва, Евгений Беляев, фигуристы Сергей Четверухин, Владимир Ковалёв, Ирина Моисеева, Андрей Миненков, прыгунья в воду Ирина Калинина, гребцы Юрий Тюкалов и Людмила Пинаева, конькобежцы Борис Стенин, Валентина Стенина, Галина Степанская, Нина Статкевич, велогонщик Гайнан Сайдхужин, легкоатлеты Людмила Самотёсова и Алексей Спиридонов, пловец и волейболист Виталий Ушаков, хоккеист Виктор Коноваленко, футболист Валентин Иванов и многие другие. По данным БСЭ, в общей сложности спортсмены общества выиграли 43 медали на Олимпийских играх, 91 медаль на чемпионатах мира, 161 медаль на чемпионатах Европы, 790 медалей на чемпионатах СССР. Свыше сотни членов общества за свои достижения в спорте удостоены правительственных наград.